# Računalno potpomognuto učenje jezika
Računalno potpomognuto učenje jezika (eng. Computer-Assisted Language Learning ili CALL) je pristup učenju jezika pomoću računalne tehnologije, a definira se kao proučavanje i stvaranje aplikacija na računalu kao pomoć u procesu učenja stranih jezika.
Nove tehnologije omogućavaju stvaranje uvjeta za učenje koji proširuju mogućnosti "starih", ali ipak korisnih pomagala u nastavi kao što su knjige, ploča i drugi linearni, jednosmjerni komunikacijski mediji kao što su radio i televizija, a nude i nove mogućnosti. Međutim, tehnologija sama po sebi ne garantira učinkovito učenje. Nepravilno korištenje tehnologije učenje može i sputavati.
S obzirom na to da većina kompjuterskih i informacijskih tehnologija omogućavaju interaktivnost, njihovom se primjenom mnogo lakše stvaraju uvjeti za učenje izrađujući nešto, za lakše primanje povratnih informacija te za kontinuirano stjecanje novih znanja. Nove tehnologije također omogućavaju pristup širokom spektru informacija: različitim bazama podataka, digitalnim knjižnicama, podacima za analiziranje te drugim ljudima koji daju nove podatke ili povratne informacije.

## Osnovne značajke
Tipični CALL programi predstavljaju stimulus na koji učenik odgovara. Stimulus može biti prezentiran u obliku bilo koje kombinacije teksta, nepomičnih objekata, zvuka i videa. Učenik odgovara utipkavanjem na tipkovnici, pokazujući i klikajući mišem ili pričanjem u mikrofon. Računalo nudi povratnu informaciju, na taj način pokazujući da li je učenikov odgovor točan ili netočan, a neki sofisticiraniji CALL programi mogu i analizirati učenikov odgovor te izdvojiti pogreške.
- Personalizirano učenje

Pri korištenju tehnologije za učenje jezika, učenje se personalizira jer učenici mogu raditi vlastitim tempom i na odgovarajućoj razini. To omogućava učitelju da kruži razredom i pomaže učenicima kojima je pomoć potrebna. Ono što je osobito korisno, su programski softveri koji omogućuju učenicima unošenje korisničkih imena i lozinku, pa svaki put kada se prijave u sustav, počinju od točke na kojoj su stali prošli put. Takvi programi, koji omogućuju korisniku prijelaz na drugu razinu tek nakon što je savladao znanja na prethodnoj razini, omogućavaju veću procjenu vlastitog rada rada kojeg učitelj ne mora strogo nadgledati. Sadržaj takvih programa je osobito učinkovit kada daje mogućnost vježbanja različitih vještina jezika, osobito ako se u jednoj vježbi može koristiti više vještina te kad pomaže kod učenika razviti razumijevanje strukture jezika.
- Kultularni kontekst

Korištenjem tehnologije u učenju jezika, učenicima se omogućuje približavanje kulture i zemalja u kojima se govori određeni jezik korištenjem Interneta, prikazivanjem slika te korištenjem isječaka iz filma. Vizualni elementi u učenju jezika veoma su moćni.
- Produktivne vještine

Kako bi mogli vježbati vještine govorenja i pisanja, učenici moraju imati priliku biti kreativni. Informacijska i komunikacijska tehnologija im to omogućuje. Primjerice, napraviti kratki film ili snimiti zvuk. Učenici se mogu i slušati kako bi ispravili izgovor,  a mogu i izraditi vizualno efektne prezentacije koje primjerice uključuju njihov snimljen glas. Kreiranje videa za kojeg učenici sami pišu scenarij također može biti zabavno. Dakle postoje mogućnosti za kreativnost koje ne bi bilo moguće provesti korištenjem tradicionalnih pomagala. Učenici koji možda inače ne bi bili zainteresirani za jezik također se uključuju u projekt i na taj način se poboljšava znanje stranog jezika korištenjem informacijske i komunikacijske tehnologije. Učenici su, učestvovanjem u takvim projektima motivirani da kreiraju jezik, pa su stoga i svjesniji potrebe korištenja raznih rječnika i bilješki.
- Različiti stilovi učenja

Korištenjem tehnologije u učenju jezika, omogućava se uzimanje u obzir te prilagođavanje različitim stilovima učenja. Onima koji preferiraju vizualni stil učenjima može se udovoljiti na taj način da se koriste jasne slike i prikazi ili primjerice razlikovanje vrste riječi po bojama. Kinestetski stil učenja podržan je fizičkim aktivnostima, primjerice korištenjem radnji "drag and drop". Onima koji preferiraju auditorni stil učenja može se udovoljiti korištenjem zvukova, pjesama, izgovora, itd. U jednu aplikaciju trebalo bi uključiti čim više takvih različitih elemenata kako bismo udovoljili različitim stilovima učenja.

## Vrste CALL programa
Također postoje tri vrste CALL programa:
1. računalo kao učitelj (programi dizajnirani za učenje gramatike, uključujući i vježbe, programi za učenje izgovora, za sintezu teksta, za razvoj vokabulara…)
2. računalo kao poticaj (programi za analizu, kritičko razmišljanje, diskusiju i pisanje…)
3. računalo kao instrument (programi za analizu riječi, gramatički provjernici…)

## Povijest
Raniji CALL bazirao se na vježbe povezane s programiranim instrukcijama, tzv. CALI (Computer-Assisted Language Instruction), koji je bio u uporabi sve do ranih 80-ih kada je CALL postao dominantan naziv. Kroz 80-te CALL je proširio svoje područje, prihvaćajući komunikativni pristup i spektar nove tehnologije, posebno multimedija i komunikacijske tehnologije. Ranih 90-ih proizašao je i novi naziv – TELL (Technology Enhanced Language Learning); tehnološki poboljšano učenje jezika, koje je davalo točniji opis djelovanja u području CALL-a. Međutim, naziv se nije proširio kao CALL.
Tipični CALL program potiče učenike na reakciju. Taj poticaj može biti prikazan u obliku teksta, slike, zvuka ili video snimke. Učenik reagira tipkajući na tipkovnici, klikom na mišu ili govoreći u mikrofon. Računalo daje povratnu informaciju, naznačavajući je li učenikov odgovor točan ili netočan, a usavršeniji CALL program pokušava analizirati odgovor i istaknuti greške.
Wida Software (London, UK) je jedna od prvih specijaliziranih tvrtki za razvoj CALL programa za mikroračunala (računala s manjim mogućnostima) ranih 80-ih. 
Tipični program prve generacije Wida-inih softwarea uključivao je Matchmaster (učenici spajaju dijelove rečenica), Choicemaster (klasični test s više ponuđenih odgovora), Gapmaster (popunjavanje praznina u tekstu), Textmixer (program koji ispremješta stihove pjesme ili rečenice, te ih treba posložiti), Wordstore (učenikov privatni rječnik) i Storyboard (ispravljanje cijeloga teksta). Cijeli paket popularniji je pod nazivom The Authoring Suite.

## Trenutna situacija
Razvojem multimedija i Interneta CALL napokon dobiva zasluženo priznanje. Korisnici sada mogu komunicirati međusobno u realnom vremenu na neodređenoj udaljenosti. Sve je veća ponuda CD-ROM-ova koji nude instrukcije u učenju jezika.

## Razvojne faze CALL-a
Iako se CALL postupno razvijao, taj razvoj može se podijeliti u tri karakteristične faze: bihevioristička, komunikacijska i integrativna faza.

### Bihevioristička faza
Bihevioristička faza bazirala se na tada dominantne biheviorističke teorije učenja te su programi nalikovali jezičnim obukama i vježbama (često su se nazivali drill and kill programi). Ti programi koristili su računalo kao učitelja; računalo je sredstvo koje donosi gradivo za učenje. Međutim, logistička podloga ovih programa objašnjava činjenicu da se ovakve vježbe koriste i danas (opetovano izlaganje istom gradivu je korisno i ključno, računalu nikad ne dosadi ponavljanje, a isto tako daje objektivne povratne informacije, računalo prikazuje podatke na individualnoj razini tako da učenici mogu raditi vlastitom brzinom). Najpoznatiji sistem za učenje bio je PLATO, koji je uključivao jezične, gramatičke i prijevodne vježbe. Krajem 70-ih zanemaren je bihevioristički pristup iz dva razloga: odbijen je na obje, teorijskoj i pedagoškoj razini, a predstavljanje mikroračunala omogućilo je nova očekivanja.

### Komunikacijska faza
Komunikacijska faza bazirala se na komunikacijski pristup učenju, koji je postao značajan 70-ih i 80-ih. Predlagači ovog pristupa smatrali su da vježbe iz prethodne faze nisu davale komunikaciji na važnosti. Prema John Underwoodu komunikacijski CALL se više bazira na uporabu oblika, nego na same oblike, uči gramatiku implicitno, a ne eksplicitno, dozvoljava vlastite izgovore, ne manipulira jezikom, ne sudi, ne ocjenjuje i ne nagrađuje učenike, a nikada neće pokušati ono što i knjiga može.

### Integrativna faza
Integrativna faza bazira se na dva važna tehnološka otkrića: Multimedije i Internet. Multimedijska tehnologija razvija više vrsta medija (tekst, sliku, zvuk, animaciju, video snimku) kojima je moguće pristupiti istodobno s jednoga računala. Ono što Multimediju čini još snažnijom je Hipermedija, odnosno povezanost svih izvora Multimedija. Međutim, Multimedija kakva danas postoji samo djelomično pridonosi integrativnom CALL-u, baš iz razloga što još ne postoji program koji je dovoljno inteligentan da na temelju govora ocjenjuje, ispravlja i analizira. Stoga uvelike pomaže drugo tehnološko otkriće – Internet. Pomoću njega učenici mogu međusobno razgovarati, s učiteljem, te razmjenjivati tekstove, dokumente i sl. ili istovremeno komunicirati s više ljudi. Internet olakšava integrativni pristup korištenja tehnologije.

## Pedagoško i metodološko razmatranje
Fascinirani novom tehnologijom u ranim danima CALL-a, mnogi profesori su se orijentirali na tehnološka pitanja, zapostavljajući ona pedagoške i metodološke prirode, ne shvaćajući da su potrebne inovacije upravo u pedagogiji i metodologiji kako bi se računala uspješno uvela u nastavni plan i program stranih jezika.
Izjavljivano je i kako rad na računalu izolira učenike jedne od drugih, međutim to je osporeno kada je dokazano da korištenje računala na nastavi potiče timski rad, a ako je nastava dobro organizirana, poboljšava učeničke govorne vještine određenog jezika. Aktivnosti učenja moraju biti tako dizajnirane da uvode, integriraju i primjenjuju informacijske i komunikacijske vještine u plan i program ili cilj projekta.
Noviji pristup gleda CALL u usporedbi s ostalom tehnologijom u društvu, i naglašava kako učinkovitost računala u učenju raste normalizacijom istih, odnosno ako računala koristimo svakodnevno u učenju jezika, jednako kao papir i olovku, bez pretjeranih očekivanja i straha. Normalizacija se stoga može gledati i kao koristan cilj za profesiju.
Na učinkovitost učenja pomoću informacijskih i komunikacijskih tehnologija, dakle, ne utječe samo tehnologija već i učitelj (njegov stav, priprema i angažman), nastavni plan i program (ciljevi, materijali, integracija) te sam učenik (njegove vještine, stav, samokritičnost).
Povijest CALL-a pokazuje da računalo može na razne načine služiti učenju jezika. Može biti učitelj koji nudi vježbe, poticaj za diskusiju i interakciju, ili instrument za pisanje i istraživanje. Dolaskom Interneta postaje i medij za globalnu komunikaciju i izvor neograničenih materijala.
Oni koji iskoriste računala u svrhu dobrog i kvalitetnog učenja, nedvojbeno će obogatiti svoj edukacijski program i mogućnosti učenja za učenike.
Značajke učinkovite implementacije informacijske i komunikacijske tehnologije u nastavi:
- postoji pristup primjerenoj opremi i tehničkoj potpori
- učitelj ima jasnu viziju zašto se informacijska i komunikacijska tehnologija koristi u svakom kontekstu i sposoban je odrediti po čemu je korisniji u usporedbi s tradicionalnim metodama
- svi učenici imaju jednak pristup informacijskoj i komunikacijskoj tehnologiji
- učitelj uključuje različite tipove aktivnosti unutar sata temeljenog na informacijskoj i komunikacijskoj tehnologiji i omogućava učenicima da međusobno mijenjaju mjesta kako bi imali pristup rada drugih, što može pomoći u razvijanju vještina razmišljanja
- omogućeni su prikladna obuka, vrijeme za isprobavanje softvera i kontinuirano profesionalno usavršavanje
- učitelji međusobno dijele izvore i materijale
- škole trebaju znati kako računalnu učionicu transformirati u multimedijalnu učionicu
- učenici bi trebali biti ohrabreni da kod kuće pristupe prezentacijama s Interneta kako bi se smanjio raskorak između učenja u školi i kod kuće
- vođenje je vrlo važno; dobro upravljanje uključuju strateške upute za korištenje informacijske i komunikacijske tehnologije.

## Prednosti
Neke prednosti korištenja informacijske i komunikacijske tehnologije kao pomoć pri učenju jezika su:
- učenici mogu raditi vlastitim tempom i na odgovarajućoj razini
- učenici su samostalniji u radu i ne ovise o učiteljevoj povratnoj informaciji
- različiti softveri mogu obogatiti sadržaj sata uključivanjem animacije, označavanja u boji, zvuka i sl. kako bi se učenici motivirali te kako bismo poboljšali njihovo razumijevanje i razvili vještine jezika
- slike i isječci filmova s Interneta mogu podignuti kulturalnu svijest o zemljama u kojima se govori jezik koji učenici uče
- izrađivanjem kratkih filmova i prezentacija omogućava se učenicima da budu kreativni i vježbaju vještine pisanja i govora
- može se podržati preferirani stil učenja (vizualni, auditorni, kinestetski)
- učenici mogu podignuti svoj rad na Internet i onda mu pristupiti i van razreda

## Nedostaci
Neki nedostaci korištenja informacijske i komunikacijske tehnologije kao pomoć pri učenju jezika su:
- poteškoće i cijena uvođenja i održavanja potrebne informacijske i komunikacijske tehnologije
- neadekvatni tečajevi za obuku učitelja za implementaciju tehnologije u nastavu
- potreba za poučavanjem učenika i učitelja za korištenje informacijske i komunikacijske tehnologije što može odvratiti učenike i učitelje od stvarnog sadržaja predmeta
- površno kreirani sadržaji mogu demotivirati umjesto da motiviraju učenika od učenja
- neprikladnost ili nepostojanje opreme u školi za implementaciju informacijske i komunikacijske tehnologije u učenje jezika

## Vanjske poveznice
- Information and Communication Technology for Language Teachers
- Language Learning and Technology
- Computer-Assisted Language Learning
- Appropriate Classroom Materials  Arhivirana inačica izvorne stranice od 24. rujna 2008. (Wayback Machine)